# Slaven Ravlić
Slaven Ravlić (Slivno, 1. travnja 1951.) hrvatski je politolog i leksikograf.

## Obrazovanje
Osnovnu školu i gimnaziju završio je u Osijeku. Diplomirao je 1974. i doktorirao 1998. na Fakultetu političkih znanosti u Zagrebu na temu "Liberalizam i demokracija u političkoj teoriji Johna Stuarta Milla". 

## Zaposlenja
Nakon studija radio je kao srednjoškolski nastavnik, urednik časopisa i biblioteka, predavač i istraživač. Od veljače 1992. urednik je u Leksikografskom zavodu Miroslav Krleža u Zagrebu, gdje je od 2005. do 2021. bio glavni urednik Hrvatske enciklopedije.
Bio je urednik i glavni urednik časopisa Naše teme (1977. – 1982.), urednik nekoliko biblioteka, te suradnik Školske knjige i Trećeg programa Hrvatskog radija. Predavao je na Hrvatskim studijima (kolegij Suvremene političke ideje i ideologije), te na postdiplomskim studijima na Filozofskom fakultetu (Sociologija). Do umirovljenja bio je redoviti profesor na Pravnom fakultetu u Zagrebu na Katedri za sociologiju te urednik u Leksikografskom zavodu Miroslav Krleža. 

## Znanstveni rad
Njegov je znanstveni interes usmjeren na političku sociologiju, teoriju demokracije i suvremene političke i pravne teorije. Objavio je 4 knjige Suvremene političke ideologije (2003.), Uvod u sociologiju (2006.), Eponimi u znanosti i politici: prilozi sociologiji političke eponimizacije (2007.), Dileme političkog predstavništva (2008). Član je Centra za demokraciju i pravo Miko Tripalo.

## Djela
Autor je i koautor 11 knjiga i 36 znanstvenih radova s područja političke sociologije i povijesti političkih ideja. 
- Poredak slobode: Politička misao Johna Stuarta Milla (2001.)
- Suvremene političke ideologije (2003.)
- Eponimi u znanosti i politici. Prilozi sociologiji političke eponimizacije (2007.)
- Dileme političkog predstavništva (2008.)
- Svjetovi ideologije - Uvod u političke ideologije(2013.)[4][5]

## Vanjske poveznice
- Slaven Ravlić